# François-Bernardin Noblat
Pour les personnes de même patronyme, voir Noblat.
François-Bernardin Noblat, né le 20 mai 1714 à Belfort, mort le 17 juin 1792  à Sevenans, seigneur de Sévenans, de Morvillars et d'autres lieux, est un avocat français, commissaire des guerres, subdélégué de l'intendance d'Alsace, bailli et prévôt royal de Belfort, conseiller du roi au Conseil souverain d'Alsace. 
Il est chargé par le roi Louis XV d'établir les frontières françaises au niveau du Rhin avec les états allemands, et avec la Suisse ; il détermine ainsi la « limite Noblat », nouvelle frontière sur le Rhin. 

## Biographie
François-Bernardin Noblat naît le 20 mai 1714 à Belfort. Son père, Jean-Pierre Noblat (1682-1755), juriste issu d'une lignée noble de magistrats et officiers, est nommé responsable des négociations et des échanges à régler avec les autres états, pour établir les limites et frontières françaises au niveau des provinces d'Alsace et de Franche-Comté,. Sa mère est Marie-Catherine Munck ou de Munck (1687-1767), fille de Bernardin Munck, receveur général de la principauté-évêché de Bâle, et de Françoise Bennot. Les armoiries des Noblat sont « de gueules à trois grenades d'or feuillées et tigées de sinople ».

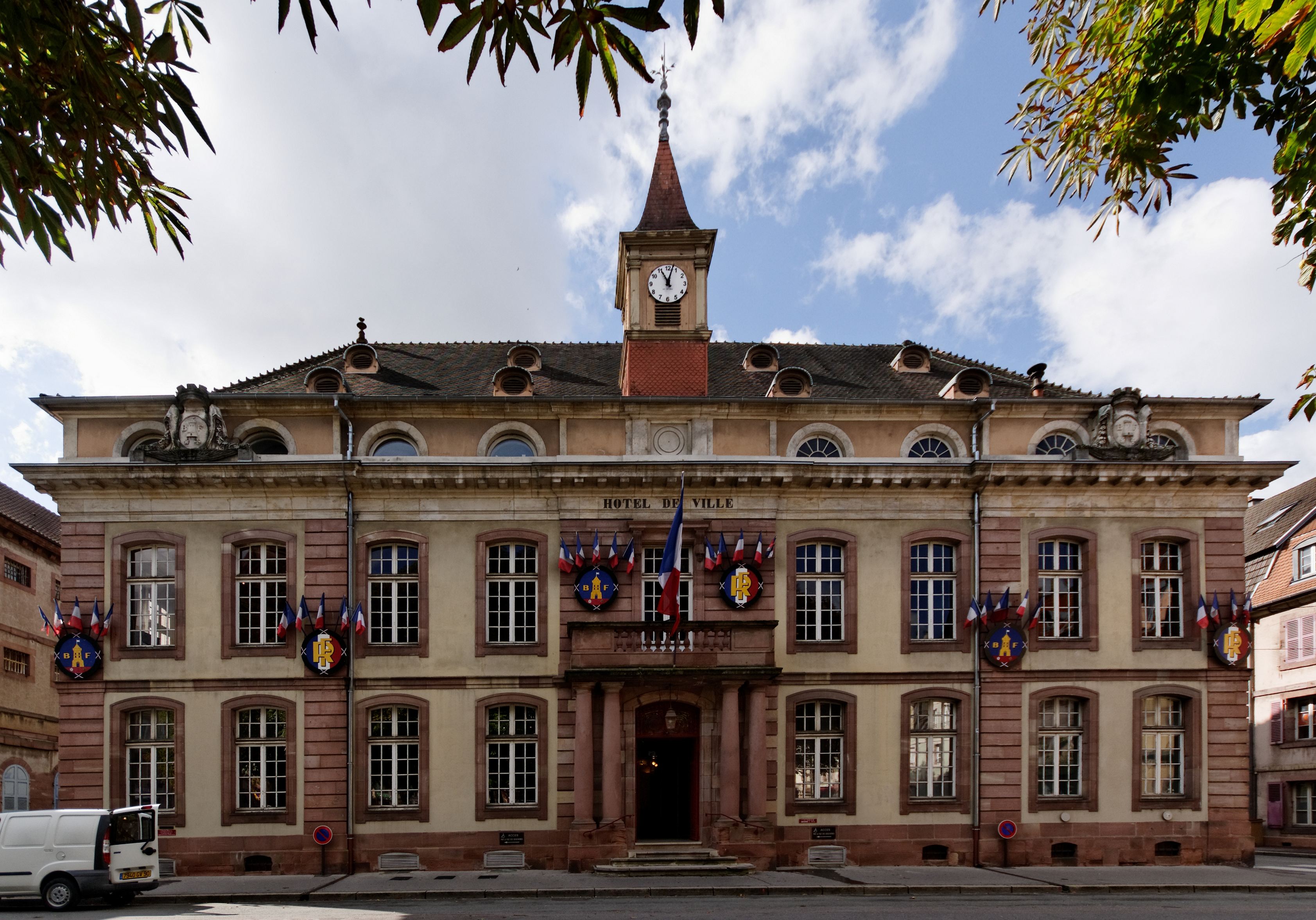
Sa demeure, la « maison Noblat », où il reçoit le dauphin, est devenue l'hôtel de ville de Belfort.

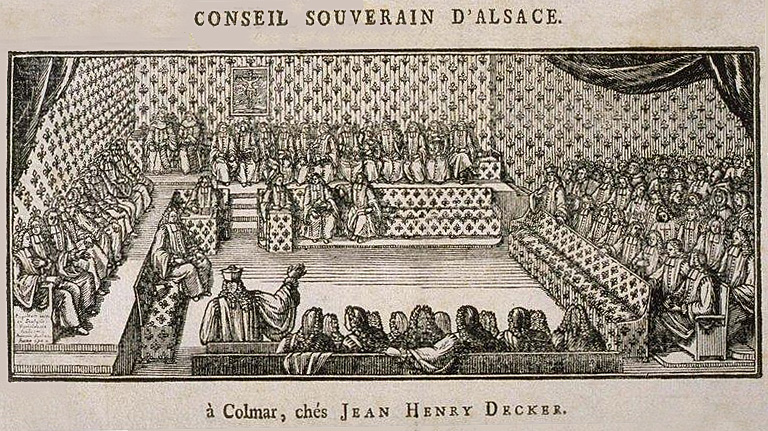
Le Conseil souverain d'Alsace, dont il fait partie.

Reçu avocat, François-Bernardin Noblat devient commissaire des guerres ; il est rapidement associé aux affaires de son père Jean-Pierre Noblat. 

### Administre Belfort et la région
François-Bernardin Noblat achète à son oncle François Noblat en 1737 l'office de prévôt royal de Belfort et celui de bailli de la même ville. En tant que prévôt royal de la ville, il reçoit chez lui en 1747 le dauphin Louis et la dauphine Marie-Thérèse d'Espagne et organise les fêtes en leur honneur. En même temps qu'il est prévôt et bailli, il seconde son oncle à la tête de la subdélégation de l'intendance d'Alsace pour Belfort et sa région,. 
C'est à ce titre que François-Bernardin établit en 1751 un document statistique sur l'économie régionale ; il l'intitule « État et dénombrement de la subdélégation de Belfort », et le date du 1er avril 1751. Ce document est une mine d'informations sur l'économie et la société des bailliages ruraux, comme sur les villes d'Altkirch, Belfort et Huningue. Pour chacune des 269 communautés rurales et urbaines, Noblat indique le nombre de familles, le nombre de têtes de bétail et de chevaux, la superficie des terroirs, les types de culture et d'exploitation, l'élevage, les bois, les diverses activités économiques, les mines de fer, d'argent, de cuivre, de plomb, la fiscalité en impôt et en corvées. En plus d'un état des lieux, il émet aussi des préconisations ; certaines ne sont pas tendres, notamment à l'égard des Juifs éleveurs de bétail. 
Peu après ce rapport, il succède à son oncle comme subdélégué de 1752 à 1770. Issu d'une famille de noblesse de robe, il est particulièrement représentatif des titulaires de ce type de charge. Il est en outre nommé prévôt des mines par le duc de Mazarin. Il est membre du Conseil souverain d'Alsace. Ses laquais portent une livrée avec « veste d'écarlate à boutons d'argent, culotte de panne rouge, boucles de souliers et jarretières d'argent, agrafes d'argent et boutons de manchettes aussi en argent ».

### Détermine la frontière du Rhin
Les frontières Est de la France posent à cette époque des problèmes juridiques. Le Rhin est fluctuant ; des alluvions se déposant sur les rives le long d'une propriété délimitée se retrouvent parfois propriété de l'État situé de l'autre côté du fleuve ; le talweg non plus n'est pas fixe. 
Noblat est nommé par Louis XV pour déterminer les limites du royaume à la frontière du Rhin. Avec le titre de « commissaire aux limites », il dirige la commission chargée d'établir la frontière sur le Rhin avec les États allemands. 
La frontière ainsi déterminée porte son nom : la « limite Noblat » ; mais ses travaux d'établissement sont complexes et ne sont pas terminés en 1790. Ils reprennent en 1817 ; la « limite Noblat » ou « ligne Noblat » est alors difficile à reconstituer, plusieurs « bornes Noblat » ont disparu ; ces travaux aboutiront plus tard, en 1840, sur des bases plus simples. La « ligne Noblat » a été abolie par le traité de Lunéville en 1801, mais le traité de 1840 invoque encore cette « ligne Noblat » comme preuve de possession dans plusieurs cas.

### Possessions, retraite
En récompense de ses services, il reçoit la croix de chevalier de Saint-Louis.
Déjà seigneur de Morvillars, il crée la seigneurie de Sevenans à la suite d'un échange en 1768 avec la duchesse de Mazarin. Il fait construire un château sur sa nouvelle seigneurie. 
En 1770, Noblat quitte toutes ses fonctions, charges et offices. Il se retire dans son nouveau château de Sevenans.
Sous la Révolution française, il est l'un des vingt plus anciens commissaires des guerres ; sa pension de 720 livres ne suffisant pas, il bénéficie de secours de l'État pour 1 450 livres. 

### Décès, postérité
Il meurt dans son château de Sevenans le 17 juin 1792, à 78 ans. Il est enterré dans le cimetière de Bermont.
Il avait épousé à Belfort en 1737 Anna Joséphine Apolline de Schwilgué (1717-1797), fille de Jean François Bernard de Schwilgué, conseiller au Conseil souverain d'Alsace, et de Marie Elisabeth du Comte.
Au bout de sept ans de mariage, n'ayant pas d'enfant, les époux Noblat firent en 1744 un pèlerinage à Notre-Dame-des-Ermites, à l'abbaye d'Einsiedeln où se trouve une statue de Vierge noire très vénérée. Les deux époux font le vœu que tous leurs enfants et leurs descendants porteraient parmi leurs prénoms celui de Marie. 
- Ils ont ensuite seize enfants, dont huit ont survécu, deux fils et six filles[21],[4] :
  - Jude-Marie-Dieudonnée-Françoise-Xavière Noblat (v. 1745-18..), qui épouse Robert d'Artus, comte de Boyer, lieutenant-colonel, ingénieur en chef des places d'Alsace, gouverneur de Belfort, dont postérité.
  - Marie-Françoise-Xavière Noblat (1749-1821), qui ép. Théodose Le Barbier de Tinan (1738-1791), commissaire des guerres, président du directoire de Strasbourg, président de la Société des Amis de la Constitution, dont :
    - Jean-Marie Le Barbier de Tinan (1771-1831), baron de Tinan, intendant général, qui ép. Fanny de Ris, dont postérité.

  - Marie-Anne Noblat (1751-1810), qui ép. François Pierre Joseph de Girardier, lieutenant-colonel, dont plusieurs enfants, parmi lesquels :
    - Marie Anne Victoire de Girardier (1772-1827), religieuse puis mère abbesse.

  - Marie-Catherine-Elisabeth Noblat (1751-18..), qui ép. Jacques de Michelet, conseiller au Conseil souverain d'Alsace, dont postérité.
  - Marie-Jean-François-Pierre Noblat de Sevenans (1752-1827), seigneur de Sevenans, intendant militaire, commissaire des guerres, député en 1791.
  - Marie-Jean-Pierre-François Noblat de Morvillars (1754-1816), seigneur de Morvillars, officier, inspecteur des îles du Rhin, ép. Marie de Bruges, dont :
    - Marie-Adélaïde-Xavier Noblet de Morvillars, qui ép. Alexandre-Jules de Metz, devenu ensuite M. de Metz-Noblat, conseiller à la cour royale de Nancy, dont postérité.

  - Marie-Françoise-Joséphine Noblat (1757-1823), qui ép. François Antoine Queffemme (1747-1816), conseiller au Conseil souverain d'Alsace ; ils ont plusieurs enfants, dont :
    - Joséphine Queffemme (1777-1845), qui ép. Jean Baptiste Joseph de Lardemelle (1773-1855), Intendant militaire, député de la Moselle, dont postérité.

  - Marie-Françoise-Josèphe Noblat, qui ép. le comte Salomon Hirzel de Saint-Gratien (1739-1801), lieutenant général au service de la France puis de la Russie, commandeur de Saint-Louis.
  - Et huit enfants morts jeunes.

## Distinctions et hommages

### Décorations
- Chevalier de Saint-Louis.

### Hommages
Portent son nom ou celui de sa famille :
- La rue Noblat, à Morvillars ;
- La rue François Noblat, à Belfort.